# Martina Anderson

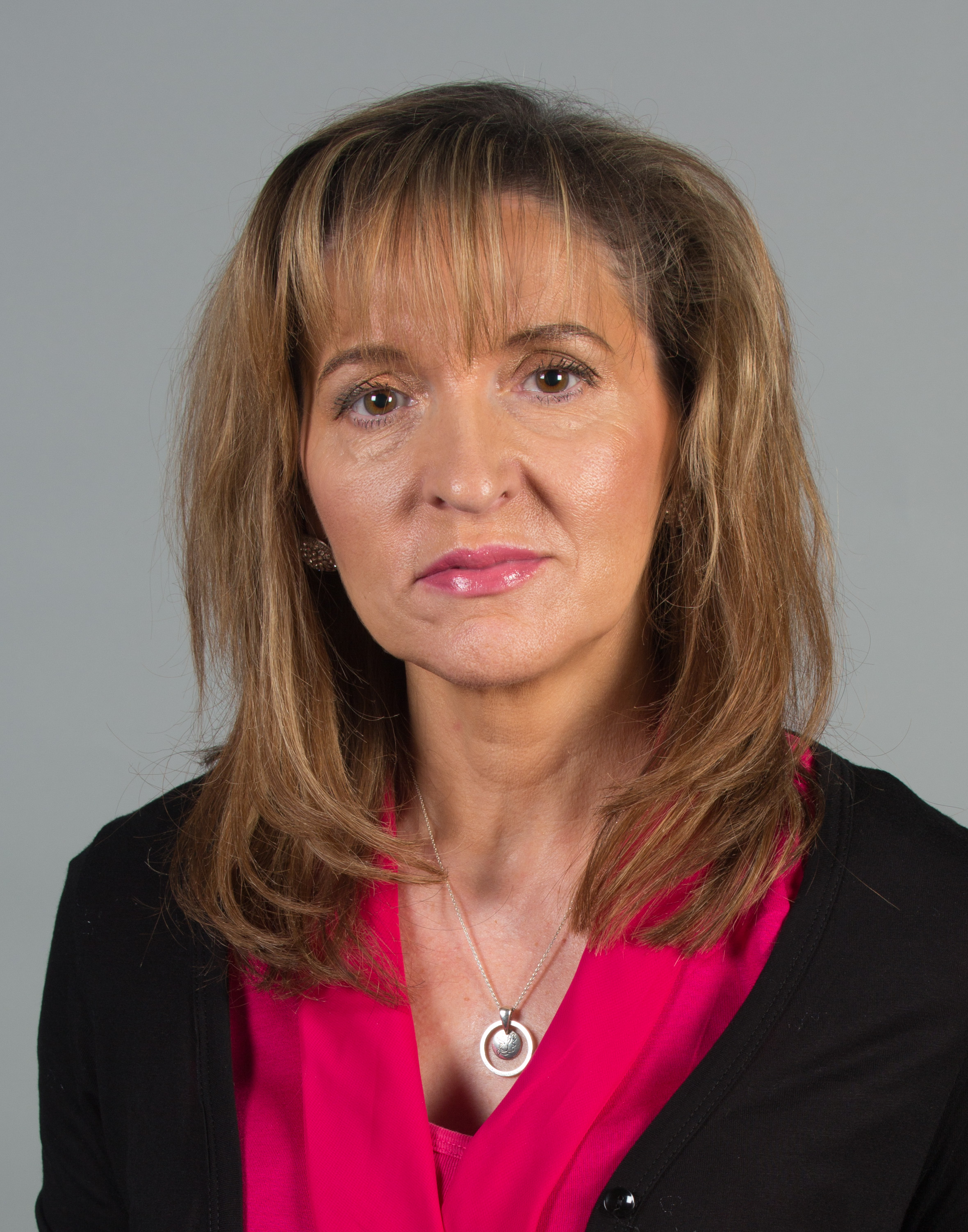
Martina Anderson (2014)

Martina Anderson (* 16. April 1962 in Derry) ist eine nordirische Politikerin der Sinn Féin. Anderson, ehemals IRA-Mitglied, wurde 1986 aufgrund der Beteiligung an einem Bombenanschlag zu lebenslanger Haftstrafe verurteilt, kam aber im Zuge der Amnestie des Karfreitagsabkommens frei. Seitdem engagiert sie sich für Sinn Féin und war unter anderem von 2007 bis 2012 Mitglied der Northern Ireland Assembly. Von 2012 bis 2020 war Anderson Mitglied des Europäischen Parlaments als Teil der GUE/NGL-Fraktion.

## Leben
Martina Anderson wurde am 16. April 1962 im Dorf Bogside bei Derry geboren. Sie besuchte die St Cecilia's Secondary School in Derry.

### Engagement in der IRA

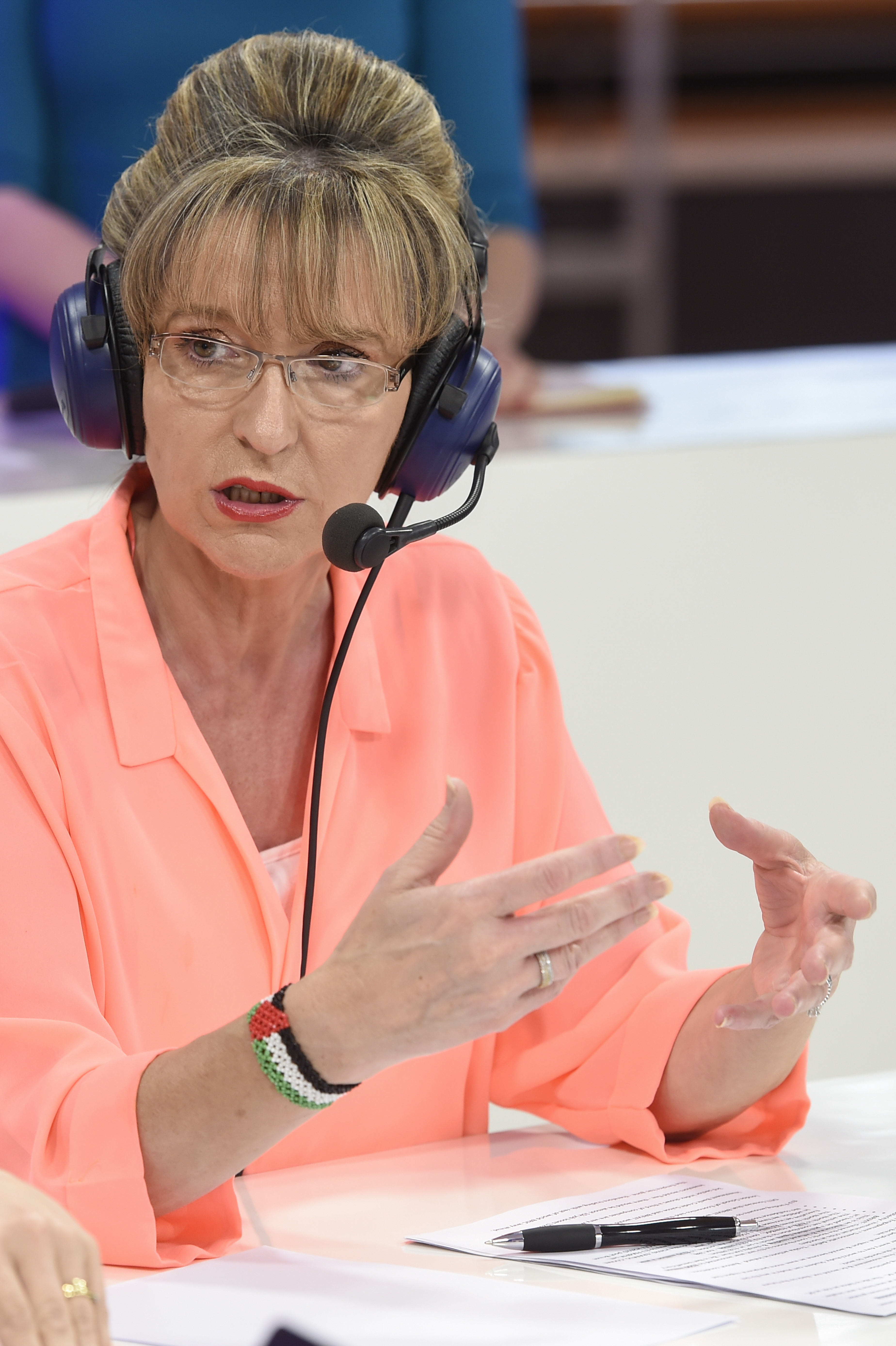
Anderson bei einer Euranet-Debatte (2016)

Anderson wurde im Alter von 18 Jahren verhaftet, als sie ein Möbelhaus in Derry verließ, und wegen des Besitzes einer Schusswaffe und dem Auslösen einer Explosion angeklagt. Nachdem sie zwei Monate im Armagh Women's Prison verbracht hatte, wurde sie auf Kaution freigelassen, und floh über die irisch-nordirische Grenze nach Buncrana in der Grafschaft Donegal.
Am 24. Juni 1985 wurde sie in einer Wohnung in Glasgow mit vier anderen IRA-Mitgliedern, darunter dem Attentäter von Brighton Patrick Magee, verhaftet. Am 11. Juni 1986 wurden alle fünf wegen Verschwörung und einem Bombenattentat verurteilt, obwohl Patrick Magee die einzige Person war, die im Zusammenhang mit dem Bombenanschlag auf das Hotel in Brighton verurteilt wurde. Anderson erhielt eine lebenslange Haftstrafe.
1989 heiratete Anderson den Mitgefangenen und IRA-Mitglied Paul Kavanagh im Full Sutton Prison. 1993 war sie eine von nur zwei weiblichen Gefangenen der sogenannten „Kategorie A“ in England, die andere war die republikanische Mitstreiterin Ella O’Dwyer. 1994 wurde sie vom Durham Prison in England ins Maghaberry Prison in Nordirland versetzt. Am 10. November 1998 wurde Anderson im Rahmen des Karfreitagsabkommens freigelassen.

### Politische Karriere in Nordirland

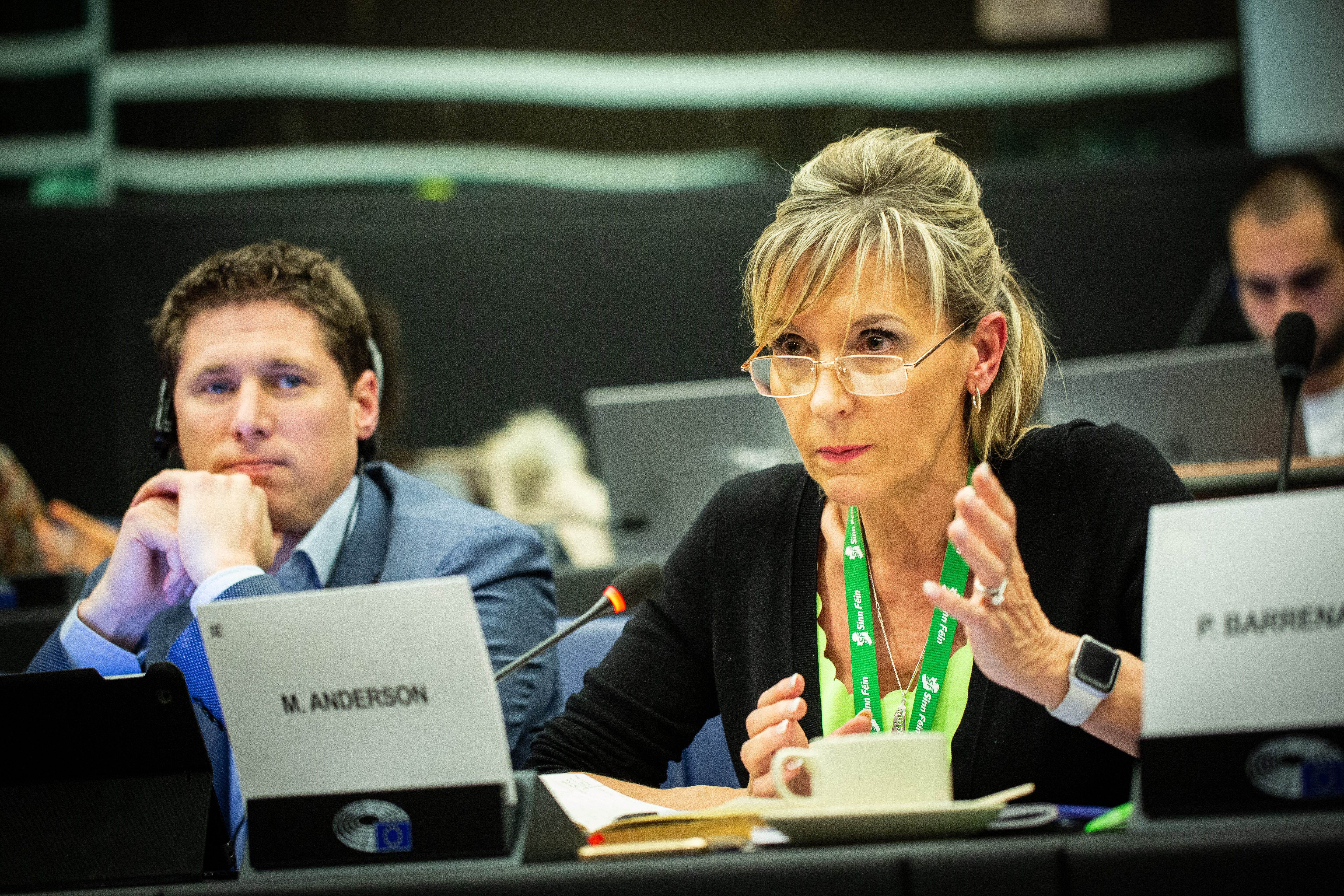
Anderson im Europäischen Parlament (2019)

Anderson war Teil der Führungsriege von Sinn Féin für die Northern Ireland Assembly, anschließend diente sie fast drei Jahre lang als politische Koordinatorin für „Gesamtirland“. Im Anschluss an den Ard Fheis (Kongress) 2006, auf dem der Vorsitzende von Sinn Féin, Gerry Adams, den Neuaufbau der Beziehungen zum Unionismus zur Priorität erklärt hatte, wurde Anderson zur Leiterin für „Unionist Engagement“ berufen.
2007 wurde Anderson zusammen mit Raymond McCartney für Sinn Féin im Wahlkreis Foyle in die Northern Ireland Assembly gewählt. 2010 nominierte ihre Partei sie für die Britischen Unterhauswahlen im Wahlkreis Foyle, konnte sich jedoch nicht gegen Mark Durkan (SDLP) durchsetzen. 2011 wurde sie Junior Minister im Büro des ersten Ministers und seines Stellvertreters.

### Wechsel ins Europaparlament
Im Mai 2012 trat der nordirische Europaabgeordnete Baibre de Brún von seinem Mandat im Europäischen Parlament zurück, sodass Martina Anderson von der Partei als Nachfolgerin bestimmt wurde und im Juni 2012 nachrückte. Sie trat, wie schon de Brún, der Konföderalen Fraktion der Vereinten Europäischen Linken/Nordische Grüne Linke bei, in deren Fraktionsvorstand sie direkt gewählt wurde. Für die verbliebenen zwei Jahren der Wahlperiode wurde sie Mitglied im Ausschuss für Umweltfragen, öffentliche Gesundheit und Lebensmittelsicherheit, sowie stellvertretendes Mitglied im Petitionsausschuss und im Ausschuss für regionale Entwicklung.
Bei den Europawahlen 2014 verteidigte Anderson ihr Mandat im Europawahlkreis Nordirland und zog neben Diane Dodds und Jim Nicholson direkt wieder ins Europaparlament ein. In der 8. Wahlperiode war sie von 2015 bis 2019 Mitglied des Vorstands der GUE/NGL-Fraktion. Des Weiteren war sie Mitglied im Ausschuss für bürgerliche Freiheiten, Justiz und Inneres, sowie stellvertretendes Mitglied im Ausschuss für regionale Entwicklung und im Ausschuss für konstitutionelle Fragen.
Bei der Europawahl 2019 konnte Anderson erneut ihr Mandat im Europawahlkreis Nordirland verteidigen und zog neben Diane Dodds und Naomi Long ein. In der 9. Wahlperiode war Anderson für ihre Fraktion Mitglied im Ausschuss für konstitutionelle Fragen sowie stellvertretendes Mitglied im Ausschuss für internationalen Handel. Mit dem EU-Austritt des Vereinigten Königreichs am 31. Januar 2020 schied sie aus dem Parlament aus.